# Eduardo González Lanuza
Eduardo González Lanuza (Santander; 11 de julio de 1900 - Buenos Aires; 17 de julio de 1984) fue un escritor argentino de origen español.
Emigró a los nueve años, con sus padres, a Buenos Aires. Ejerció la profesión de químico industrial, aunque le sobrepasó su inclinación a la poesía. También escribió teatro y crítica literaria. Recibió el Premio Nacional de Poesía de Argentina.

## Obra

### Poesía
- “Prismas”, 1924.
- “Treinta y tantos poemas”, 1932.
- “La degollación de los inocentes”, 1938.
- “Puñado de cantares”, 1940.
- “Transitable cristal”, 1943.
- “Oda a la Alegría”, 1949.
- “Retablo de Navidad y de la Pasión”, 1953.
- “Suma y sigue”, 1960.
- “Profesión de fe y otros poemas”, 1970.
- "La mejor vida"
- "Instantánea"

### Narrativa
- “Aquelarre”, 1928.
- “Horacio Butler”, 1941.
- “Variaciones sobre la poesía”, 1943.
- “Cuando el ayer era mañana”, 1954.
- “Los martinfierristas”, 1961.
- “Cuaderno de bitácora”, Libro de viajes (Editorial Sudamericana, 1979).

### Teatro
- “Mientras dan las seis”, 1931.
- “El salón del señor Polichinela”, 1935.
- “Ni siquiera el diluvio”, 1939.